# Hylotelephium bonnafousi
Hylotelephium bonnafousi är en fetbladsväxtart som först beskrevs av R.-hamet, och fick sitt nu gällande namn av Hideaki Ohba. Hylotelephium bonnafousi ingår i släktet kärleksörter, och familjen fetbladsväxter. Inga underarter finns listade i Catalogue of Life.